# Kari Wuhrer
Kari Samantha Wuhrer (n. 28 aprilie 1967, Brookfield⁠(d), Connecticut, SUA) este o actriță americană și cântăreață.

## Filmografie

### Film
| An   | Titlu                                                    | Rol                        | Note                         |
| ---- | -------------------------------------------------------- | -------------------------- | ---------------------------- |
| 1986 | Fire with Fire                                           | Gloria                     |                              |
| 1990 | The Adventures of Ford Fairlane                          | Melodi                     |                              |
| 1991 | Beastmaster 2: Through the Portal of Time                | Jackie Trent               |                              |
| 1994 | The Postgraduate                                         | Jane Decue                 |                              |
| 1994 | Boulevard                                                | Jennefer                   |                              |
| 1995 | Terminal Justice                                         | Pamela Travis              | Menționată ca Kari Salin     |
| 1995 | Higher Learning                                          | Claudia                    | Menționată ca Kari Salin     |
| 1995 | Sensation                                                | Lila Reed                  |                              |
| 1995 | Sex & the Other Man                                      | Jessica Hill               |                              |
| 1995 | Beyond Desire                                            | Rita                       | Direct pe video              |
| 1995 | The Crossing Guard                                       | Mia                        |                              |
| 1996 | Thinner                                                  | Gina Lempke                |                              |
| 1996 | An Occasional Hell                                       | Jeri Gillen                |                              |
| 1997 | Anaconda                                                 | Denise Kalberg             |                              |
| 1997 | Hot Blooded                                              | Miya                       | Men. ca - Kari Salin         |
| 1997 | The Disappearance of Kevin Johnson                       | Kristi Wilson              |                              |
| 1997 | Touch Me                                                 | Margot                     |                              |
| 1998 | The Undertaker's Wedding                                 | Maria                      |                              |
| 1998 | Kissing a Fool                                           | Dara                       |                              |
| 1998 | Ivory Tower                                              | Karen Clay                 |                              |
| 1998 | Phoenix                                                  | Katie Shuster              |                              |
| 1999 | Kate's Addiction                                         | Kate McGrath               |                              |
| 1999 | Vivid a/k/a Luscious                                     | Billie Reynolds            | Men. ca - Kari Salin         |
| 2000 | Fatal Conflict                                           | Sasha Burns                |                              |
| 2000 | Sand                                                     | Sandy                      |                              |
| 2000 | G-Men from Hell                                          | Marete Morrisey            |                              |
| 2000 | Kiss Tomorrow Goodbye                                    | Darcy Davis                | Film TV                      |
| 2000 | Lip Service a/k/a Out of Sync                            | Sunni                      | Film TV                      |
| 2001 | Angels Don't Sleep Here                                  | Dr. April Williams         |                              |
| 2001 | Poison a/k/a Thy Neighbor's Wife a/k/a Midnight Vendetta | Ann Stewart / Anna Johnson |                              |
| 2001 | The Medicine Show                                        | Gwendolyn                  |                              |
| 2002 | The Rose Technique                                       | Kristi                     |                              |
| 2002 | Do It for Uncle Manny                                    | Jenny Marsh                |                              |
| 2002 | Killer Love                                              | Danielle                   |                              |
| 2002 | Eight Legged Freaks                                      | Sheriff Samantha Parker    |                              |
| 2002 | Malevolent                                               | Jessica Tarrant            |                              |
| 2002 | Spider's Web                                             | Lauren Bishop              | Film TV Producător executiv  |
| 2003 | Final Examination                                        | Julie Seska                | Direct pe video              |
| 2003 | Death of a Dynasty                                       | Sexy Woman #2              |                              |
| 2003 | King of the Ants                                         | Susan Gatley               |                              |
| 2003 | The Hitcher II: I've Been Waiting                        | Maggie                     | Direct pe video              |
| 2004 | Berserker                                                | Anya / Brunhilda           |                              |
| 2005 | Hellraiser: Deader                                       | Amy Klein                  | Direct pe video              |
| 2005 | Mystery Woman: Snapshot                                  | Fawn                       | Film TV                      |
| 2005 | The Prophecy: Uprising                                   | Allison                    | Direct pe video              |
| 2005 | The Prophecy: Forsaken                                   | Allison                    | Direct pe video              |
| 2007 | The Air I Breathe                                        | Corespondent               |                              |
| 2009 | A Fork in the Road                                       | Deputy                     | Direct pe video              |
| 2010 | Justice League: Crisis on Two Earths                     | Black Canary Model Citizen | Nemenționată Direct pe video |
| 2012 | Alien Tornado                                            | Gail Curtis                | Film TV                      |
| 2014 | Sharknado 2: The Second One                              | Ellen Brody                | Film TV                      |
| 2015 | Batman Unlimited: Monster Mayhem                         | Silver Banshee             | Direct pe video              |
| 2015 | Secrets of a Psychopath                                  | Catherine                  |                              |
| 2017 | Vixen: The Movie                                         | Patty                      | Voce Film TV                 |

### Televiziune
| An        | Titlu                              | Personaj       | Note                            |
| --------- | ---------------------------------- | -------------- | ------------------------------- |
| 1988-1989 | Remote Control                     | Ea însăși      | Sezonul 2 & 3                   |
| 1991      | Married... with Children           | Joanie         | 2 episoade                      |
| 1991–1992 | Swamp Thing: The Series            | Abigail        | 10 episoade                     |
| 1993      | Class of '96                       | Robin Farr     | 17 episoade                     |
| 1994–1995 | Beverly Hills, 90210               | Ariel Hunter   | 3 episoade                      |
| 1995      | The Marshal                        | Sherry Prairie | 1 episod                        |
| 1997      | The Big Easy                       | Gina Forte     | 1 episod                        |
| 1997      | Nash Bridges                       | CJ             | Episodul: "Blackout"            |
| 1997–2000 | Sliders                            | Maggie Beckett | 49 episoade                     |
| 1998      | To Have & to Hold                  | Paula          | 2 episoade                      |
| 2002      | CSI: Crime Scene Investigation     | Tiffany Langer | Episodul: "Cross Jurisdictions" |
| 2005      | General Hospital                   | Reese Marshall | 9 episoade                      |
| 2006      | CSI: Miami                         | Janet Sterling | Episodul: "If Looks Could Kill" |
| 2007–2008 | Lincoln Heights                    | Kimberly Lund  | 2 episoade                      |
| 2008      | Stargate Atlantis                  | Nancy Sheppard | Episodul: "Outcast"             |
| 2010      | Leverage                           | Miranda Miles  | Episodul: "The Reunion Job"     |
| 2010–2012 | Avengers: Earth's Mightiest Heroes | Maria Hill     | Voce                            |

| An   | Titlu | Rol   | Note                          |
| ---- | ----- | ----- | ----------------------------- |
| 2015 | Vixen | Patty | Guest Appearance (2 episoade) |

### Jocuri video
| An   | Titlu                             | Rol                       |
| ---- | --------------------------------- | ------------------------- |
| 2000 | Command & Conquer: Red Alert 2    | Special Agent Tanya Adams |
| 2001 | Command & Conquer: Yuri's Revenge | Special Agent Tanya Adams |
| 2013 | Marvel Heroes                     | Maria Hill                |
| 2014 | Disney Infinity 3.0               | Maria Hill                |